# Цистерна Феодосия
Цистерна Феодо́сия (греч. Κινστέρνα Θεοδοσίου; тур. Şerefiye Sarnıcı) — древнее подземное водохранилище Константинополя. Расположена в историческом центре Стамбула в районе Султанахмет между древними форумом Константина и ипподромом по соседству с цистерной Филоксена. Вход расположен на Piyer Loti Caddesi.
Данное водохранилище было построено в период правления византийского императора Феодосия II (пр. 408—450) между 428 и 443 годами. Существует предположение, что строительство цистерны было инициировано сестрой императора Пульхерией, исполнявшей обязанности регента при своём малолетнем брате в 414—421 годах.
Вода, поступавшая в цистерну Феодосия по акведуку Валента, направлялась в Нимфеум, Термы Зевксиппа, Большой дворец и многочисленные фонтаны. Возможно, цистерна Феодосия даже соединялась с соседней цистерной Филоксена.
Цистерна имеет форму прямоугольника размерами 45×25 м, её объём — около 11 250 м³. Крышу водохранилища поддерживают 32 монолитные мраморные колонны, опоясанные железными скобами. Все они в точности одинаковы и имеют высоту 9 м. А вот капители, напротив, разнятся: часть их выполнена в коринфском ордере, часть — в дорическом. Этот факт говорит о том, что строительные работы в цистерне велись в разные для империи времена, при избытке и недостатке материалов.
Цистерна Феодосия была отреставрирована и открыта для посещения в 2018 году. Сейчас это музей, объект охраны ЮНЕСКО. Наверху располагается бывшее здание мэрии округа Эминёню (административно вошедшего в район Фатих). Городские власти планируют разбить здесь парк. По состоянию на март 2019 года над цистерной построен павильон с входом в неё, сама цистерна открыта для посетителей. По состоянию на осень 2024 года вход для иностранцев стоил 715 турецких лир (около 20 долларов), а для граждан Турции — 165 лир. Лица моложе 7 и старше 65 лет допускаются бесплатно, как и люди с ограниченными возможностями. Турецкий Museum Pass не действует.